# Libéral Bruant
Libéral Bruant (1636 v Paříži – 22. listopadu 1697 tamtéž) byl francouzský architekt období baroka za vlády Ludvíka XIV.

## Biografie
Pocházel z rodiny architektů. V roce 1663 získal titul královského architekta, v roce 1670 byl jmenován královským generálním mistrem tesařských prací. Byl členem Královské akademie architektury od jejího založení v roce 1671. Byl učitelem architekta Julese Hardouin-Mansarta.

## Významné stavby
- Hôpital de la Salpêtrière v Paříži
- Zámek Richmond v Anglii pro Jakuba II. Stuarta
- Pařížská Invalidovna (její kostel navrhl Jules Hardouin-Mansart)
- Hôtel Libéral Bruant – vlastní palác v Paříži
- Bazilika Panny Marie Vítězné v Paříži